# Oued Taga
Oued Taga (în arabă وادي الطاقة) este o comună din provincia Batna, Algeria.
Populația comunei este de 18.116 locuitori (2008).